# Affectie
Affectie, (van het Latijnse ad en facere, "iets met iemand doen, iemand aangedaan doen zijn")  of genegenheid zijn positieve emoties of gevoelens die voortvloeien uit erkenning van iemands eigen waarden in het karakter van een ander, meestal in de context van relaties tussen mensen of levensgezellen. Uitdrukkingen van affectie kunnen voor beide partijen (de gever en de ontvanger van affectie) zowel positieve als negatieve emoties oproepen, bijvoorbeeld vreugde en liefde, maar ook ongemak en angst. 

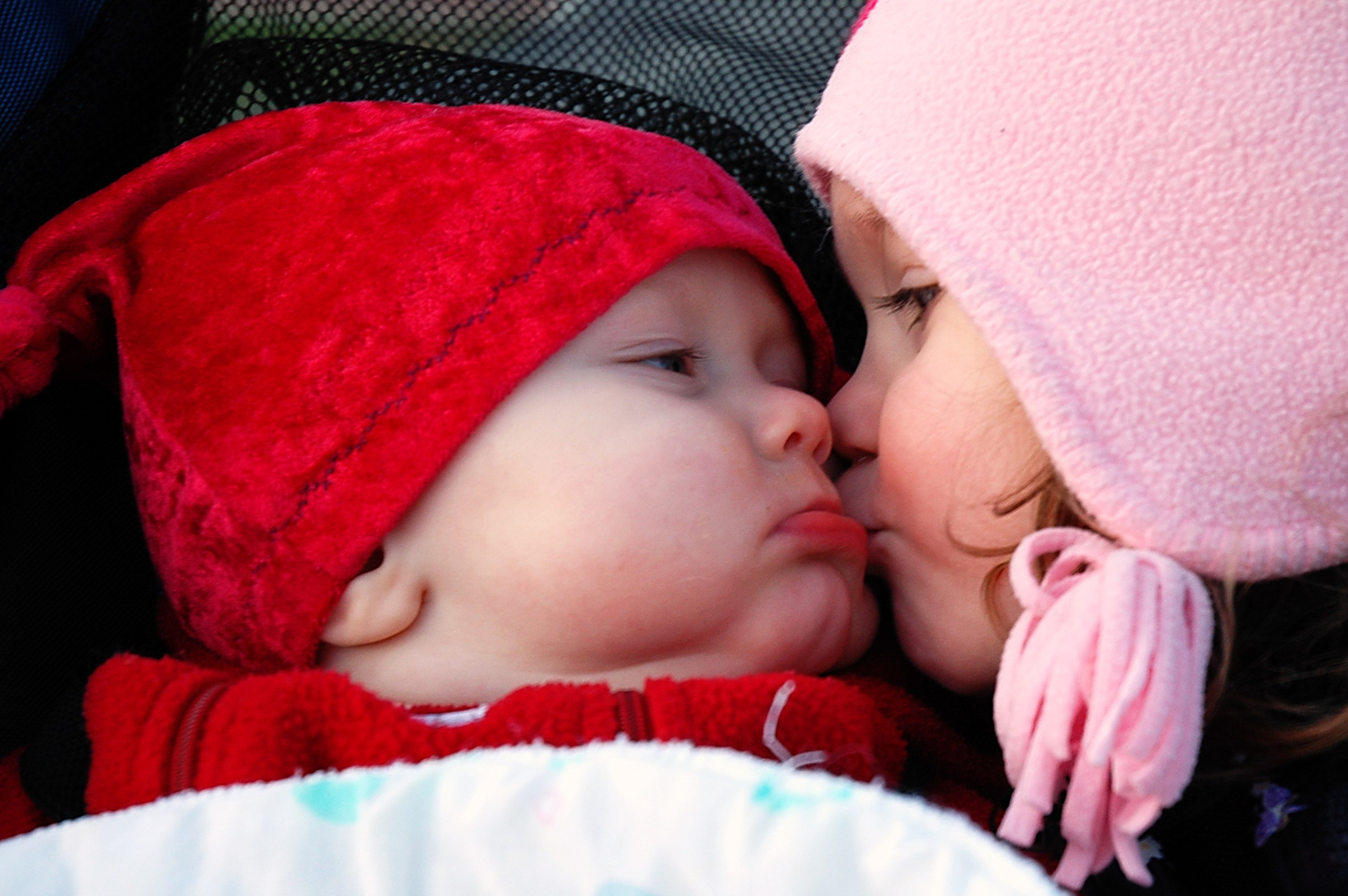
Een kus als teken van affectie

## Vormen van affectie
Affectie kan zich onder meer enerzijds uitdrukken in liefde: broeder- of zusterliefde, de liefde tussen kind en ouders of andersoortige liefdesbanden (platonische liefde); en anderzijds in verering, vriendschap, kameraadschap, verliefdheid, aantrekkingskracht, verafgoding en onderwerping. 
In de Engelstalige landen spreekt men soms van een public display of affection, het tonen van aangetrokken zijn tot elkaar door een daad in de openbaarheid, bijvoorbeeld het wandelen van partners terwijl ze elkaars handen vasthouden zodat iedereen kan zien dat ze van elkaar houden en bij elkaar horen.

## Populair gebruik
De term affectie wordt populair gebruikt om een gevoel of een soort persoonlijke relatie te benoemen die verder gaat dan goodwill of vriendschap. Door ethische schrijvers wordt de term gebruikt voor toestanden van gevoel, zowel langdurig als periodiek. Sommigen stellen het tegenover passie omdat affectie vrij is van het onderscheiden sensuele element. 
Affectie slaat op de emotionele toestand in relatie tot personen. In die betekenis is het het Griekse pathos, zoals dat voorkomt in de geschriften van de filosofen René Descartes (Frankrijk) en Baruch Spinoza (Nederland) en in veel geschriften van de vroege Britse ethici. Toch wordt ook hier op verschillende gronden verschil gemaakt met passie: affectie houdt geen angst of opwinding in. Er is ook een volledige afwezigheid van het zintuiglijke element. 
In de engere betekenis wordt affectie gekoppeld aan de sociale of ouderlijke affecties, en wordt gezien als een vorm van morele verplichting van ouders tegenover kinderen.

## Psychologie
In de psychologie speelt de term affectie een belangrijke rol. De experimentele psychologen zien elke emotie immers als een soort mentale affectie. In zijn theorie onderscheidt de Amerikaanse psycholoog Henry Murray vijf affectievormen: tijd doorbrengen met andere personen, zorgen voor andere personen, plezier hebben met anderen, anderen verwerpen, en geholpen of beschermd worden door anderen.